# Тъжанско ждрело
Тъжанското ждрело е живописен каньоновиден пролом на река Тъжа (ляв приток на Тунджа), в Средна Стара планина, между Калоферска планина на запад и масива Триглав на изток. Намира се на територията на община Павел баня, област Стара Загора.
Проломът е с епигенетичен произход и е с дължина около 10 km, а средната му надморската височина е около 800 m. Всечен е дълбоко в триаски варовици и палеозойски кристалинни скали и гранити, като склоновете му в по-голямата си част са отвесни скални стени.
Започва източно от хижа „Тъжа“, в местността Смесите на 1430 m н.в., с голям наклон се насочва на юг и завършва северозападно от село Тъжа, при ВЕЦ „Тъжа“ на около 550 m н.в.
Цялото ждрело попада в най-източната част на резервата „Джендема“. Полегатите участъци от склоновете на ждрелото са покрити с широколистни гори, предимно от видовете бук, дъб и габър. Като част от резервата, територията, която ждрелото заема е важна, защото в нея се опазват бозайниците кафява мечка, елен, сърна и дива коза. Тук е разположена една от най-големите популации от кафява мечка в резервата. Поради специфичния релеф на местността, най-голям интерес от птиците представляват дневните грабливи птици и в частност скалният орел.
Най-живописна и забележителна е долната, южна част на ждрелото, като тук са характерни скалните кули, които могат да се видят на места по склоновете му. На един от склоновете са открити останки от съществувала в древността крепост, от която са останали всечените в скалата помещения.
Високо горе по левия (източен) долинен склон преминава камионен път от село Тъжа през хижа „Тъжа“ и Русалийския проход до град Априлци.

## Топографска карта
- Лист от карта K-35-39. Мащаб: 1 : 100 000.
- Лист от карта K-35-51. Мащаб: 1 : 100 000.